# حسن‌آباد کرق سنگ
روستای حسن‌آباد کرق سنگ یک منطقهٔ مسکونی از توابع شهرستان نهبندان، بخش سرداران شهید (عربخانه) است، شغل عده ای از مردم روستا دامداری است. ولی با توجه به داشتن ۴ حلقه چاه کشاورزی، زراعت و باغداری شغل اصلی ساکنین روستاست، حسن‌آباد کرق سنگ ۹۳ تن جمعیت ثابت دارد. که در ایام تعطیلات به ۲۵۰ تن می‌رسد. فاصله آن تا مرکز استان (بیرجند)۱۲۵ کیلومتر می‌باشد. چون در کوهپایه واقع شده دارای آب و هوای معتدل و خنک است. نام روستا در اصطلاح عامیانه کرق سنگ،korghesang بیان می‌شود